# Benedetto Brin
Benedetto Brin (Turín, 17 de mayo de 1833 – Turín, 24 de mayo de 1898), ingeniero, militar y político italiano. Trabajó en el ámbito naval, como general del cuerpo de ingenieros navales.
Fue ministro de Asuntos Exteriores de Italia en 1892-1893. Ejerció el cargo de ministro de la Marina desde 1876 a 1878, luego desde 1884 a 1891 y finalmente desde 1896 hasta su muerte, dos años más tarde.

## Biografía

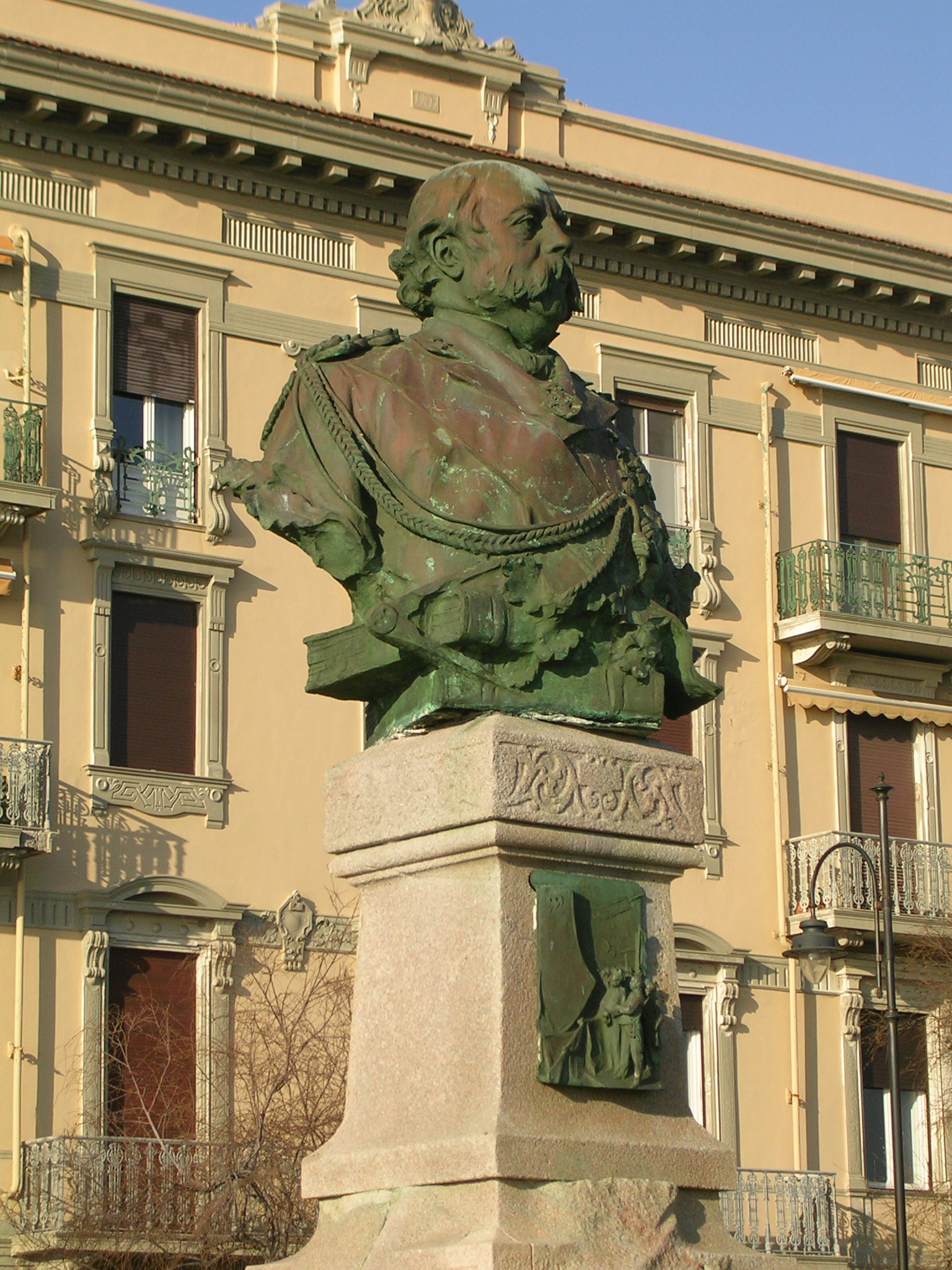
Monumento en Livorno.

Brin es recordado por haber sido uno de los mayores ingenieros navales de su tiempo, uno de los más innovadores del mundo en los años 1870 y 1880. A su cuerpo de ingenieros se deben los acorazados Duilio y Dandolo, de la Clase Caio Duilio, cuya construcción alarmó incluso a la Marina Real Británica. Más tarde, proyectó los grandes acorazados veloces Italia y Lepanto. También diseñó los acorazados Clase Regina Margherita.
Gracias a enérgicas personalidades como Brin y los almirantes Augusto Riboty y Simone Antonio Pacoret De Saint-Bon, después de la derrota italiana en la batalla de Lissa (1866), se terminó la construcción de una potente flota y se favoreció el crecimiento tecnológico de los astilleros navales italianos. Dio un impulso decisivo para la creación de la Academia Naval de Livorno. Partidario de la política proteccionista de Francesco Crispi, a él se debe también el desarrollo de las acerías nacionales y el nacimiento del complejo siderúrgico de Terni.